# Trittings
Trittings ist eine Ortschaft und eine Katastralgemeinde der Gemeinde Kottes-Purk im Bezirk Zwettl in Niederösterreich.
Die Streusiedlung befindet sich etwas südlich der Landesstraße L78 auf einer kleinen Anhöhe, zur Ortschaft zählen auch die Einzellagen Hamethof, westlich des Ortes und Neuhäusl, nordwestlich des Ortes an der Landesstraße gelegen.

## Geschichte
Der Ort wird spätestens 1751 zum ersten Mal schriftlich erwähnt.
Im Eintrag der Josephinischen Fassion aus Jahre 1786/87 gab es im heutigen Ort 5 Häuser (davon 4 in Trittings selbst und eines in Hamethof).
Im Jahr 1822 wurde der Ort als Dorf mit fünf Häusern genannt, das nach Niederranna eingepfarrt war, wohin auch die Kinder eingeschult wurden. Die Herrschaft Oberranna besaß die Ortsobrigkeit und besorgte die Konskription, die Grundherrschaft war der Herrschaft Oberranna und der Herrschaft Albrechtsberg unterstellt, die Landgerichtsbarkeit wurde von der Herrschaft Pöggstall ausgeübt.
Nach der Entstehung der Ortsgemeinden 1849 wurde der Ort eine Katastralgemeinde der Ortsgemeinde Gschwendt.
Laut Adressbuch von Österreich waren im Jahr 1938 in Trittings einige Landwirte ansässig.
Im Zuge der Niederösterreichischen Kommunalstrukturverbesserung wurde der Ort durch die Vereinigung der Gemeinde Gschwendt mit der Gemeinde Kottes-Purk am 1. Jänner 1971 ein Teil der heutigen Gemeinde.

## Siedlungsentwicklung
Zum Jahreswechsel 1979/1980 befanden sich in der Katastralgemeinde Trittings insgesamt 14 Bauflächen mit 6.118 m² und 13 Gärten auf 14.518 m², 1989/1990 gab es 14 Bauflächen. 1999/2000 war die Zahl der Bauflächen auf 66 angewachsen und 2009/2010 bestanden 33 Gebäude auf 64 Bauflächen.

## Bodennutzung
Die Katastralgemeinde ist land- und forstwirtschaftlich geprägt. 99 Hektar wurden zum Jahreswechsel 1979/1980 landwirtschaftlich genutzt und 107 Hektar waren forstwirtschaftlich geführte Waldflächen. 1999/2000 wurde auf 93 Hektar Landwirtschaft betrieben und 112 Hektar waren als forstwirtschaftlich genutzte Flächen ausgewiesen. Ende 2018 waren 91 Hektar als landwirtschaftliche Flächen genutzt und Forstwirtschaft wurde auf 112 Hektar betrieben. Die durchschnittliche Bodenklimazahl von Trittings beträgt 25,2 (Stand 2010).